# Montferrat (Var)
Montferrat ist eine französische Gemeinde mit 1720 Einwohnern (Stand 1. Januar 2022) im Var in der Region Provence-Alpes-Côte d’Azur. Sie gehört zum Arrondissement Draguignan und zum Kanton Flayosc. Die Bewohner werden Montferratois und Montferratoises genannt.

## Geografie
Montferrat liegt in der Provence, etwa acht Kilometer nordnordöstlich von Draguignan. Die Nartuby entspringt auf dem Gebiet der Gemeinde. Der Artuby bildet im Norden eine natürliche Grenze zur benachbarten Gemeinde Comps-sur-Artuby.
Die angrenzenden Gemeinden sind Comps-sur-Artuby im Norden, Bargemon im Osten, Callas im Südosten, Figanières im Südwesten und Châteaudouble im Westen.

## Bevölkerungsentwicklung
| 1962 | 1968 | 1975 | 1982 | 1990 | 1999 | 2006 | 2013 | 2020 |
| ---- | ---- | ---- | ---- | ---- | ---- | ---- | ---- | ---- |
| 180  | 338  | 634  | 428  | 629  | 642  | 1134 | 1459 | 1591 |

## Sehenswürdigkeiten

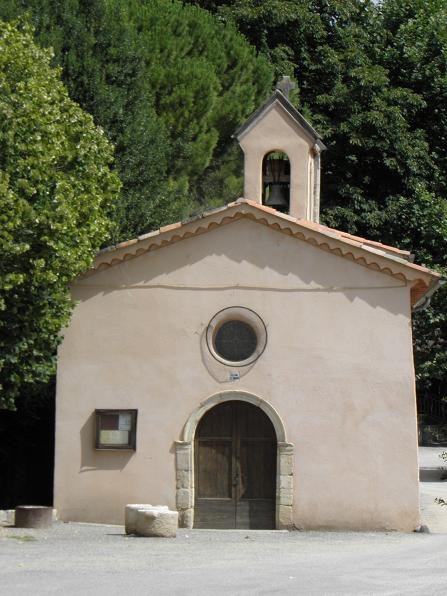
Kirche Saint-Roch
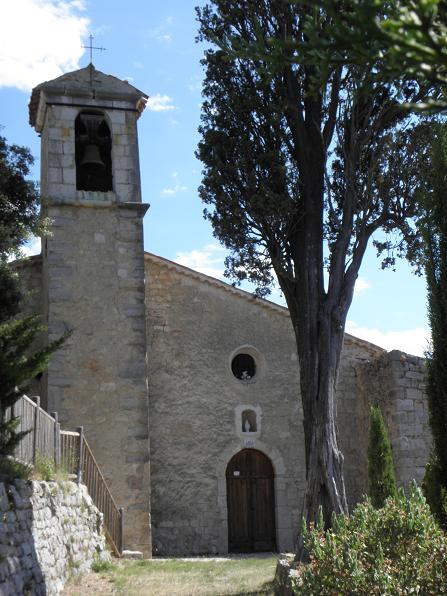
Kapelle Notre-Dame de Beauvoir

- Kirche Saint-Roch
- Kapelle Notre-Dame de Beauvoir